# Trident (cuirassé)
Pour les autres navires du même nom, voir Trident (navire).
Le Trident est un cuirassé à coque en fer à batterie centrale et barbettes ayant été en service dans la Marine française. Il est lancé en 1876, entre en service en 1878 et est retiré du service en 1900.

## Histoire
Ce navire participe à la conquête de la Tunisie lors des expéditions de 1882. Le 27 juin, la ville de Sfax se soulève : les Européens évacuent la ville en catastrophe pour se réfugier sur la canonnière Le Chacal arrivée la veille pour vérifier la situation dans la ville. Pendant que les notables de la ville tentent de raisonner les habitants, le caïd des Neffat, Ali Ben Khlifa, prend la tête de l'insurrection, tout en restant en dehors de la ville. De nombreux navires de combat arrivent peu à peu devant la ville pour mater la révolte : l'escadre de la Méditerranée, sous les ordres du vice-amiral Henri Garnault, composée des navires Colbert, Revanche, Friedland, Trident, La Surveillante et Marengo ; la division de l'escadre du Levant, sous les ordres du contre-amiral Alfred Conrad, composée de La Galissonnière et des cuirassés Reine Blanche et Alma, les transports Sarthe et L'Intrépide et les canonnières Hyène, Chacal et Le Léopard. La ville est bombardée pendant plusieurs jours.

## Commandants
- Jules Caubet (1828-1912), Capitaine de vaisseau de 1882 à
- Jacques Béhic (1834-1889), CV de 1882 à

## Personnalités ayant servi ou reçu à son bord
- Victor Maurice Fontaine (1857-1933), enseigne de vaisseau de 1882 à 1883.
- Louis Victor Alquier, contre-amiral, y met son pavillon de 1886 à 1889.